# Puma TV
Puma TV anteriormente conocida principalmente como Bravo TV fue una cadena de televisión venezolana de música que transmitía las 24 horas dirigida especialmente al público juvenil, siendo el primer canal musical de Venezuela hasta el lanzamiento de ShowVen TV en el año 2022.

## Historia
El canal inició sus transmisiones el 22 de marzo de 1995 bajo el nombre de Bravo TV, pero el 7 de junio de 1997 José Luis Rodríguez anuncia que el canal pasó a llamarse "Puma TV" y el día 10 de junio de ese mismo año el logo de Puma TV aparece por primera vez en pantalla, El nombre de "Puma TV" viene dado en honor a su propietario quién es conocido por el apodo de "El Puma"; el cambio de nombre se produce debido a que ya existía un canal de televisión en Canadá y Estados Unidos con el nombre de Bravo. 
Su señal llegaba a las ciudades de Caracas y Maracaibo a través de señal abierta por las señales 57 y 53 respectivamente. Pero pudo ser visto a nivel nacional por medio de cableoperadores locales.
Algunos de los programas que se produjeron en su primera etapa fueron: Extremo, Boleros, Tangos, videos de Tops de varios géneros y artistas del momento etc. En este canal dieron sus primeros pasos varios animadores. 
La Junta directiva del canal estaba conformada por José Luis Rodríguez (Presidente del canal), Oswaldo Rodríguez (Vicepresidente), Enrique Saavedra (Gerente General). 
En 2001, Puma TV dio inicio a su nueva etapa de programación la cual, al estilo de MTV, introdujo presentadores de video a sus programas, llamados en la jerga musical como "VJS". Este mismo año, el 2 de julio emite programas del canal E! Entertainment Television como Behind the scenes y The E! True Hollywood Story.
En 2003 el canal tendría problemas laborales, aunque esto se solventaría a los pocos meses, el canal sufriría problemas económicos con el tiempo. 
En 2004 el canal incorpora como socio al Grupo Unión Radio. Al poco tiempo, Puma TV, se convierte en productora para el canal latinoamericano MTV. 

### Salida del aire
En abril del 2005 el propietario de Puma TV, José Luis Rodríguez "El Puma", vendió su canal al empresario Wilmer Ruperti, para crear un canal de televisión de operación nacional que comenzó en agosto del 2004.
El mismo día del cierre se produjo una Cadena nacional por parte del presidente Hugo Chávez desde el Teatro Teresa Carreño, al finalizar, seguidamente emite su último vídeo musical, "Vivo Feliz", que sería del grupo de Ska-Merengue, Chuchuguaza Style, y por último la despedida de varios artistas venezolanos seguido de las últimas palabras: “Seguimos siendo tus ojos, y tus oídos, Puma TV, pronto te diremos dónde encontrarnos”. Inmediatamente desde el 5 de octubre de 2007, la señal se empieza a llamar Canal I.

## Programación
La siguiente lista es la muestra final que fue producido y emitido por, y en, Puma TV:
- El Estirón en Pijamas
- Cine Tips
- Sicilia Desechable 2.0
- De GENeraciones
- El Cable
- Acceso Total
- Mega VJ
- 1/2 Hora Nacional
- El Estirón
- Fashion Nights TV
- EPK
- SinFlash TV
- Qué pasa con...
- Equilibrio
- La Removida
- Kronos
- Rapzona
- El Mal Hermano
- Top Videos
- Infrarojo